# Asaf Djafarov
Pour les articles homonymes, voir Djafarov.
Asaf Djafarov (en azéri: Asəf (Ağasəf) Əli İskəndər oğlu Cəfərov;  né le 28 juillet 1927 à Bakou et mort le 3 avril 2000 à Bakou) est un Peintre du Peuple de la RSS de l’Azerbaïdjan (1989).

## Biographie
Asaf Djafarov est né à Bakou, Ichericheher (Vieille ville). En 1945-1950, il reçoit sa première formation en peinture à l'école d'art du nom d'A. Azimzade. Il est l'élève d'Abdulhuseyn Babayev. En 1951-1957, il poursuit ses études supérieures à l'Institut d'art Surikov. En 1957, l'Institut l'envoie en mission créative en Inde et au Pakistan."Choix d’un bracelet" (1957) est l'une des œuvres marquantes de cette période.

## Œuvre
A. Djafarov crée une galerie d'œuvres dans les genres du tableau thématique, du portrait, du paysage et de la nature morte, qui se distinguent par leur composition, leur couleur et leur style de traitement uniques. Le travail de l'artiste est dominé par les tons nationaux. Il fait appel au folklore et aux sujets à contenu traditionnel. Asaf Djafarov est également l'auteur de nombreux portraits. Par exemple, son A. Vahid, V. Mustafazade, S. Bahlulzade, Arif Melikov, Djafar Djabbarli, Vadjiha Samadova, Rachid Behboudov et d’autres peuvent être montrés.
Le peintre fait une série de paysages d'Absheron : 
Absheron, 
- Village de Mashtaga,
- Sables d’or de l’Abcheron,
- L’hiver à Bakou,
- Journée chaude,
- Hiver,
- Buisson de Figue,
- Printemps,
- Motif de soirée

A. Djafarov aborde également le genre historique:
- Nasimi dans l'assemblée des libres penseurs,
- L'éveil.

## Expositions
Asaf Jafarov créé des tableaux dans de pays étrangers (Italie, Autriche, Allemagne) où il se trouve en mission de création. L'artiste participe à de nombreuses expositions internationales et remporte le "Grand Prix" à l'Exposition Mondiale des Beaux-arts en Autriche (1980).